# Kerész
Kerész (szlovákul: Krišov) Mokcsamogyorós településrésze Szlovákiában, a Kassai kerület Nagymihályi járásában.

## Fekvése
Nagykapostól 5 km-re északnyugatra, az Ung folyó bal oldalán fekszik.

## Nevének eredete
Nevéről az első ismert bejegyzés a 14. századból származik „Kerez”, illetve „Keris” alakban. Talán azonos a kérész (tiszavirág) szóval.

## Története
Kerész a 14. század elején bukkan fel az adóösszeírásokban „Kerez”, „Keris” alakban. 1427-ben „Kyryz” alakban szerepel.
Fényes Elek 1851-ben kiadott geográfiai szótárában így ír a faluról: „Kerész, Ungh vmegyében, magyar-orosz falu, 36 római, 69 gör. kath., 88 ref., 8 zsidó lak. Fekszik Mokcsa szomszédságában. Földje termékeny; erdejében egy régi vár maradványai láthatók. F. u. többen. Ut. p. Ungvár.”
1910-ben 217-en, túlnyomórészt magyarok lakták. 1913-ban a szomszédos Mokcsa faluval Mokcsakerész néven egyesítették.

## Lásd még
- Mokcsakerész
- Mokcsa

## Külső hivatkozások
- Községinfó
- Mokcsamogyorós Szlovákia térképén